# Date (Hokkaido)
Date (Japans: 伊達市; Date-shi) is een stad in de subprefectuur Iburi, Hokkaido, Japan. Op 31 maart 2008 had de stad 37.286 inwoners. De bevolkingsdichtheid bedraagt 84,60 inw./km². De oppervlakte van de stad is 444,28 km².
De stad werd gesticht op 1 april 1972. Op 1 maart 2006 werd de gemeente Otaki van het District Usu aangehecht bij de stad Date.

## Geografie
De berg Usu (732 m) en de rivier Choryu 